# Fritz Rotter
Fritz Rotter, född 3 mars 1900 i Wien, död 11 april 1984 i Ascona i Schweiz, var en österrikisk sångtextförfattare, manusförfattare och kompositör verksam i Tyskland och Schweiz.